# یوناتان کریستالدو
یوناتان کریستالدو (انگلیسی: Jonatan Cristaldo؛ زادهٔ ۵ مارس ۱۹۸۹) بازیکن فوتبال اهل آرژانتین است.
از باشگاه‌هایی که در آن بازی کرده‌است می‌توان به باشگاه فوتبال بولونیا، باشگاه فوتبال متالیست خارکوف، باشگاه فوتبال ولز سارسفیلد، و باشگاه فوتبال راسینگ کلوب آویاندا اشاره کرد.
وی همچنین در تیم‌های ملی فوتبال زیر ۲۰ سال آرژانتین و آرژانتین بازی کرده‌است.